# Episodi di Aetaneun romance
Questa voce riassume la prima stagione della serie televisiva Aetaneun romance, trasmessa dal 17 aprile al 30 maggio 2017 dall'emittente televisiva sudcoreana OCN. In Italia la serie è inedita.
| Nº | Titolo originale                                                                 | Prima TV Corea del Sud |
| -- | -------------------------------------------------------------------------------- | ---------------------- |
| 1  | 오늘만 보고 말 사이?, Oneulman bogo mal sa-iLR                                   | 17 aprile 2017         |
| 2  | 넌 나에게 모욕감을 줬어?, Neon na-ege mo-yokgam-eul jwoss-eoLR                   | 18 aprile 2017         |
| 3  | 부침개 뒤집히듯 내 속도 뒤집히고?, Buchimgae dwijiphideut nae sokdo dwijiphigoLR | 24 aprile 2017         |
| 4  | 보석함의 비밀?, Boseokham-ui bimilLR                                             | 25 aprile 2017         |
| 5  | 들었다 놨다?, Deur-eotda nwatdaLR                                                | 1 maggio 2017          |
| 6  | 갑시다, 일하러?, Gapsida, ilhareoLR                                              | 2 maggio 2017          |
| 7  | 비즈니스는 이렇게?, Bijeuniseuneun ireokeLR                                      | 8 maggio 2017          |
| 8  | 그대는 나의 뽕데렐라?, Geudaeneun na-ui PpangderellaLR                           | 15 maggio 2017         |
| 9  | 나에게 진실을 말해?, Na-ege jinsir-eul malhaeLR                                  | 16 maggio 2017         |
| 10 | 다정하게, 안녕히?, Dajeonghage, annyeonghiLR                                     | 22 maggio 2017         |
| 11 | 나만 안 되는 연애?, Naman an doeneun yeon-aeLR                                   | 23 maggio 2017         |
| 12 | 이제는 꿈에서 깰 시간?, Ijeneun kkum-eseo kkael siganLR                          | 29 maggio 2017         |
| 13 | 온통 너뿐인 세상, 투나잇?, Ontong neoppun-in sesang, tuna-itLR                   | 30 maggio 2017         |